# Cuillère à thé glacé

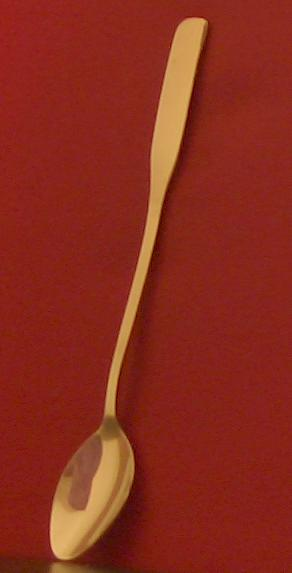
Cuillère à thé glacé.

Une cuillère à thé glacé est une cuillère semblable à une cuillère à dessert munie d'un manche assez long pour qu'elle atteigne le fond de grands verres. Ce type de cuillère est principalement utilisé aux États-Unis, pour remuer du sucre ou d'autres édulcorants ajouté dans le thé glacé, celui-ci étant servi traditionnellement non sucré, dans un grand verre.
Cette cuillère est aussi appropriée à la dégustation de glaces, en particulier un soda à la glace (float) ou un sundae, ces desserts étant servis comme le thé glacé dans de grands verres.